# باستان‌شناسی پساروندگرا
باستان‌شناسی پساروندگرا (انگلیسی: Post-processual archaeology) نحلهٔ نسبتاً جدیدی در باستان‌شناسی است که مدعی رفع کاستی‌ها و نارسایی‌های باستان‌‌شناسی روندگر است. از ویژگی‌های مهم آن انتقادی بودن و توجه به جنبه‌‌های نمادین و معنایی و فردی جامعه‌‌ها و جمعیت‌ها و فرهنگ‌های گمشدهٔ گذشته با تکیه بر شواهد باستان‌‌شناختی است.